# 陈德玉
陈德玉（1944年8月—），男，重庆人，中华人民共和国政治人物，曾任中共乐山市委书记，四川省人大常委会副主任。